# Ähtärinjärvi
Ähtärinjärvi es un lago situado en Finlandia. Está situado en los municipios de Ähtäri, Alajärvi (antes Lehtimäki) y Soini en la región de Ostrobotnia del sur en Finlandia occidental. El lago es parte de la cuenca del Kokemäenjoki y drena a través de una cadena de lagos que incluye, entre otros, los lagos Toisvesi y Tarjanne en la región de Pirkanmaa, donde en su lugar el Tarjanne drena en el lago Ruovesi.